# Nuculoida
A Nuculoida a kagylók osztályába tartozó egyik rend.

## Rendszerezés
A rendbe az alábbi családok tartoznak:
- Lametilidae
- Malletiidae
- Neilonellidae
- Nuculanidae
- Diókagylók (Nuculidae)
- Praenuculidae
- Pristiglomidae
- Siliculidae
- Tindariidae
- Yoldiidae

## Fordítás
- Ez a szócikk részben vagy egészben  a   Nuculoida című angol Wikipédia-szócikk fordításán alapul.  Az eredeti cikk szerkesztőit annak laptörténete sorolja fel. Ez a jelzés csupán a megfogalmazás eredetét és a szerzői jogokat jelzi, nem szolgál a cikkben szereplő információk forrásmegjelöléseként.